# Let Love Be Your Energy
«Let Love Be Your Energy» es una canción de Robbie Williams, lanzada en 2001 como cuarto sencillo de su álbum Sing When You're Winning.

## Video musical
El vídeo musical del sencillo trata de una animación. Presenta a un dibujo animado de Williams, siempre corriendo en búsqueda del amor. Existe una segunda versión del vídeo donde se muestra desnudez y sexo por parte de las animaciones. [cita requerida]

## Éxito en las listas
La canción no tuvo tanto éxito como los anteriores sencillos extraídos del álbum, pero aun así consiguió llegar al "top ten" en el Reino Unido y alcanzó el "top forty" en la mayoría de países.

## Formatos y listado de canciones
Los formatos y el listado de canciones de los principales lanzamientos de "Let Love Be Your Energy" son:
Reino Unido

(lanzado el 9 de abril de 2001)
1. «Let Love Be Your Energy» [Radio Mix] - 4:17
2. «My Way» [Live] - 4:36
3. «Rolling Stone» - 3:30
4. «My Way» [Enhaced CD - Live Film From Manchester]

Australia

(lanzado el 10 de junio de 2001)
1. «Let Love Be Your Energy» [Radio Mix] - 4:17
2. «Eternity» - 5:00
3. «Toxic» - 3:51
4. «Rolling Stone» - 3:30

## Puesto en las listas
| Listas de 2001                  | Posición |
| ------------------------------- | -------- |
| Lista de singles británica      | 10       |
| Lista de sencillos neozelandesa | 11       |
| Lista de sencillos Letonia      | 14       |
| Lista de la United World        | 36       |
| Lista de sencillos austraica    | 54       |
| Lista de sencillos neerlandesa  | 55       |
| Lista de sencillos suiza        | 56       |
| Lista de sencillos alemana      | 68       |

- Datos: Q512360